# Fraktion der Vereinigten Europäischen Linken (1989–1993)
Die Fraktion der Vereinigten Europäischen Linken (VEL) war eine eurokommunistische Fraktion im Europäischen Parlament von 1989 bis 1993.

## Geschichte
Nach der Europawahl 1989 spaltete sich die bisherige Fraktion der Kommunisten und Nahestehenden in eine eher moskautreu eingeschätzte Fraktion, die Koalition der Linken, und in die eurokommunistische Vereinigte Europäische Linke (VEL) auf. Ein Großteil der anfangs 28 Abgeordneten gehörte dabei der italienischen PCI an.
1991 löste sich die PCI auf, ein Großteil der Europaabgeordneten schlossen sich der Nachfolgepartei Partito Democratico della Sinistra (PDS; Partei der demokratischen Linken) an. Zwei Abgeordnete schlossen sich der Partito della Rifondazione Comunista (PRC; Partei der kommunistischen Wiedergründung) an. Zum 12. Januar 1993 traten die 20 PDS-Abgeordneten der Fraktion der Sozialdemokratischen Partei Europas bei. Die VEL sank unter die Mindestmitgliederzahl und wurde aufgelöst.
Die restlichen acht Abgeordneten verblieben fraktionslos. Nach der Europawahl 1994 fanden die linken Abgeordneten in der Konföderalen Fraktion der Europäischen Unitaristischen Linken zusammen.

## Mitglieder
| Land         | Partei                                                                    | Anzahl | Abgeordnete |
| ------------ | ------------------------------------------------------------------------- | ------ | --- |
| Italien      | Partito Comunista Italiano (PCI)/Partito democratico della sinistra (PDS) | 22     | Roberto Speciale, Andrea Raggio, Luigi Alberto Colajanni, Roberto Barzanti, Anna Catasta, Rinaldo Bontempi, Biagio De Giovanni, Cesare De Piccoli, Adriana Ceci, Giorgio Napolitano (bis 10. Juni 1992), Gaetano Cingari (ab 15. Juni 1992), Giacomo Porrazzini, Tullio Regge, Giorgio Rossetti, Giulio Fantuzzi, Achille Occhetto, Maurice Duverger, Renzo Imbeni, Renzo Trivelli, Luciano Vecchi, Pasqualina Napoletano (alle Wechsel zur SPE-Fraktion), Dacia Valent, Luciana Castellina (beide schlossen sich 1991 der PRC an und verblieben nach Ende der Fraktion fraktionslos) |
| Dänemark     | Socialistisk Folkeparti (SF)                                              | 1/–    | John Iversen (bis 30. Juni 1992, Wechsel zur Grünen-Fraktion) |
| Griechenland | Synaspismos (SYN)                                                         | 1      | Mihail Papayannakis |
| Irland       | Workers’ Party/Democratic Left                                            | –/1    | Proinsias De Rossa (ab 19. Dezember 1991, von KdL, bis 7. Februar 1992), Des Geraghty (ab 18. Februar 1992) |
| Spanien      | Izquierda Unida (IU)                                                      | 4      | Alonso José Puerta, Antoni Gutierrez Diaz, Fernando Pérez Royo (bis 29. Dezember 1992, ausgeschieden), Teresa Domingo Segarra |

## Vorstand
Vorsitzender:
- Luigi Alberto Colajanni

Vize-Vorsitzender:
- Antoni Gutierrez Diaz

Schatzmeister:
- John Iversen (bis 30. Juni 1992)

Mitglied des Vorstands:
- Mihail Papayannakis
- Luciana Castellina (bis 20. Januar 1992)
- Des Geraghty (ab 25. März 1992)
- Roberto Speciale (bis 20. Januar 1992)
- Andrea Raggio (bis 20. Januar 1992)
- Proinsias De Rossa (21. Januar 1992 bis 7. Februar 1992)